# Gotthelf Matthias Bronisch
Gotthelf Matthias Bronisch (niedersorbisch Matej Bogumił Broniš; * 3. Juni 1868 in Leuthen bei Cottbus; † 12. Januar 1937 in Berlin-Wilmersdorf) war ein niedersorbischer evangelischer Pfarrer und Sprachforscher.

## Leben
Gotthelf Bronisch war ein Sohn des Pfarrers Paul Friedrich Bronisch. Nach dem Gymnasium in Cottbus und dem Militärdienst studierte er seit 1887 Evangelische Theologie und Philologie in Göttingen, Berlin und Leipzig. 1892 promovierte er zum Doktor der Philologie.
1893 begann Gotthelf Bronisch mit Studien zu Dialekten der kaschubischen Sprache im damaligen Westpreußen.
1900 wurde Bronisch Hilfspfarrer an der Wendischen Kirche in Cottbus. 1903 wurde er Pfarrer in Komptendorf bei Cottbus und 1908 in Barmen im Rheinland.
Seit 1917 war Gotthelf Bronisch Oberpfarrer und Superintendent in Züllichau in der Neumark.

## Schriften
Monografien
- Die oskischen I- und E-Vocale. Eine statistisch-descriptive und sprachgeschichtlich-vergleichende Untersuchung. Leipzig: W. Drugulin, 1892 Dissertation
- Kaschubische Dialectstudien. 2 Hefte. Leipzig: Otto Harrassowitz. 1896, 1898

Zeitschrift
- Serbska wutšoba (Wendisches Herz), seit 1890, erste niedersorbische Jugendzeitschrift

Übersetzungen
- Daniel Defoe: Robinson Crusoe, mit Kito Šwjela und Hendrich Jordan in die niedersorbische Sprache